# 波克羅夫斯凱 (科羅斯堅區)
51°20′57″N 27°34′50″E / 51.34917°N 27.58056°E
波克羅夫斯凱（烏克蘭語：Покровське），2016年前名為共青村（烏克蘭語：Комсомольське），是位於烏克蘭北部的村莊，由日托米爾州科羅斯堅區的奧萊夫斯克市鎮負責管轄。該村始建於1545年，面積1.77平方公里，海拔高度179米，2001年人口726，人口密度每平方公里410.17人。